# 谷氨酸二钠
谷氨酸二钠（化学式：Na
2C
5H
7NO
4）是谷氨酸的二钠盐。一般为左旋谷氨酸二钠，由左旋谷氨酸制得。

## 性质
白色结晶性粉末，有蛋白胨样肉臭味。易溶于水，微溶于乙醇。

## 制取
由谷氨酸与氢氧化钠或碳酸钠中和而得。

## 用途
将其钠盐静脉滴注至人体内后，可与血中过多的氨结合为无毒的谷氨酰胺，由尿排出，减轻肝昏迷症。也与抗癫痫药合用，用于治疗癫痫小发作。